# Douzhanopterus
Douzhanopterus (il cui nome significa "ala di Dòu-zhànshèng-fó") è un genere estinto di pterosauro monofenestrato vissuto nel Giurassico superiore, circa 160 milioni di anni fa (Oxfordiano), in quella che oggi è Liaoning, Cina. Il genere contiene una singola specie, ossia D. zhengi, descritta da Wang et al., nel 2017. Sotto molti aspetti, rappresenta una forma di transizione tra gli pterosauri basali e gli pterodactyloidi più specializzati; per esempio, la sua coda è di lunghezza intermedia, pur essendo circa il doppio della lunghezza del femore ma relativamente più corta rispetto a quella dei Wukongopteridi più basali. Altri tratti intermedi includono la lunghezza relativa delle vertebre cervicali e la ritenzione di due, sebbene ridotte, falangi del quinto dito del piede. Filogeneticamente, Douzhanopterus è posizionato tra i wukongopteridi ed un esemplare di giovane pterosauro rinvenuto in Germania noto come "pro-pterodactyloide di Painten", che è simile a Douzhanopterus per molti aspetti, ma rispetto a quest'ultimo si avvicina di più ai più avanzati pterodactyloidi.

## Descrizione

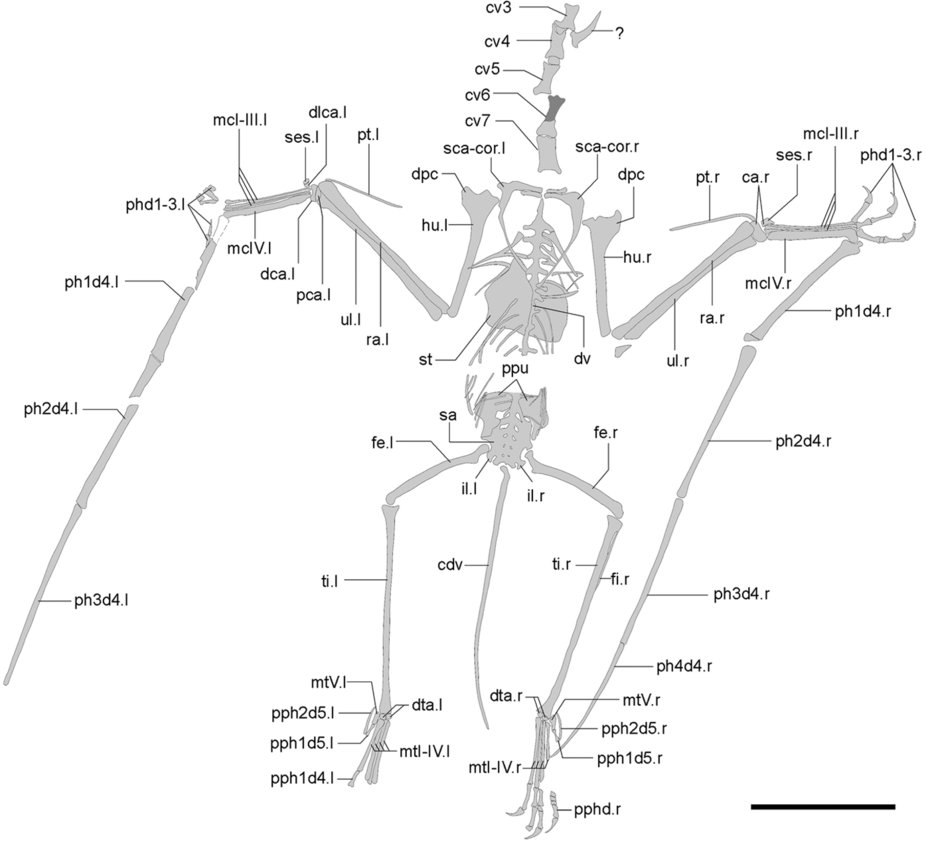
Illustrazione dell'esemplare tipo di Douzhanopterus

Il Douzhanopterus era un pterosauro relativamente piccolo, con un'apertura alare di soli 74 centimetri (29 pollici). L'unico esemplare conosciuto rappresenta un adulto, a giudicare dal grado di fusione delle ossa delle mani, della scapularacoide e della tibia-perone, così come la fusione del tendine estensore sull'ala con la prima falange dell'ala.
Delle nove vertebre cervicali, le ultime sette sono definitivamente preservate e potrebbero essere presenti anche l'atlante e l'epistrofeo. Queste vertebre sono lunghe, generalmente da circa 2,5 a 3,5 volte più lunghe di quanto siano larghe. Le vertebre portano condili distinti per l'articolazione con altre vertebre e le spine neurali sono dirette all'indietro e verso l'alto; quelle vicino al centro hanno anche importanti zigapofisi. Più avanti lungo la colonna vertebrale, ci sarebbero state 13 vertebre dorsali in totale, seguite da sei vertebre sacrali che formavano il sacro. Questi due tipi di vertebre sono simili, sebbene i processi trasversali di proiezione laterale siano più robusti in quest'ultimo. Nella coda ci sono 22 vertebre caudali, per un totale di 83,86 mm (3.302 in) di lunghezza, pari al 173% della lunghezza dell'omero. Le vertebre caudali aumentano in lunghezza dalla prima alla sesta per poi divenire più piccole dopo la sesta. Fino a circa la sedicesima vertebra caudale, le zigapofisi e i chevron sono molto lunghi.
Nel complesso, lo sterno è lungo quanto largo, con un margine anteriore proiettato in avanti ma con un margine posteriore dritto. La scapola è snella e lunga, essendo circa il 40% più lunga della coracoide; ques'ultimo in sé non porta alcun tipo di espansione sulla sua superficie inferiore. Sull'omero, la cresta deltopettorale è corta e trapezoidale, ed è posta in cima all'osso. Una piccola cresta è anche presente dove l'omero si articola con l'ulna. Lo pteroide, un osso unico per gli pterosauri, è piuttosto lungo, essendo lungo circa la metà dell'ulna. Davanti allo pteroide vi è un piccolo osso sesamoide attaccato al bordo esterno dei carpali. Le dita della mano non incorporate nell'ala sono alquanto lunghe, rappresentando circa il 65% della lunghezza dell'omero e il 53% della lunghezza dell'ulna e sono muniti di grandi artigli. Sul dito che sorregge l'ala, la seconda falange è la più lunga, seguita dalla prima e dalla terza, e poi dalla quarta, che rappresenta circa l'80% della lunghezza della seconda falange.
Fusa interamente al sacro è la cintura pelvica. La porzione della cintura pelvica di fronte all'articolazione femorale sembra composta da due prepuzi non utilizzati, che sono più lunghi di quanto non siano larghi. Il femore è leggermente ricurvo e la testa e il collo del femore formano un angolo di circa 150° con la staffa. Sulla parte inferiore della gamba, la tibia relativamente diritta è di circa il 180% della lunghezza del femore; il perone, che è circa il 45% della lunghezza della tibia, è fuso ad entrambe le estremità. Più in basso, i cinque metatarsi sono rettangolari. Il secondo metatarso è anche il più lungo, seguito dal primo e dal terzo, e poi dal quarto, con il terzo metatarsale che rappresenta circa il 31% della lunghezza della tibia. Insolitamente, il quinto dito del piede possiede ancora due falangi, la prima dritta mentre la seconda è curva; la prima è circa il 20% della lunghezza del terzo metatarso.

## Classificazione
Nel 2017, Wang et al. assegnarono Douzhanopterus a Monofenestrata. Il Douzhanopterus esibisce un gran numero di caratteristiche che sono intermedie tra gli pterosauri più basali, compresi i Wukongopteridae, e i più derivati Pterodactyloidea. In particolare, le vertebre cervicali sono generalmente più lunghe; la coda è meno della metà della lunghezza del corpo, ma non è ancora particolarmente ridotta; i metacarpi sono moderatamente lunghi rispetto all'omero e all'ulna; e il quinto dito del piede possiede ancora due falangi, sebbene siano ridotte rispetto agli pterosauri basali ma ancora più grandi rispetto agli pterodactyloidi. La sua posizione nell'albero filogenetico recuperato da Wang et al., la cui topologia è parzialmente riprodotta di seguito, è coerente con la sua condizione intermedia:
|  | Darwinopterus modularis       |
|  |                               |
|  | Darwinopterus robustodens     |
|  |                               |
|  | Darwinopterus linglongtaensis |
|  |                               |

|  | Douzhanopterus zhangi                                                                 |
|  |                                                                                       |
|  | \| \| "Pro-pterodactyloide di Painten" \| \| \| \| \| \| Pterodactyloidea \| \| \| \| |
|  |                                                                                       |
|  | "Pro-pterodactyloide di Painten"                                                      |
|  |                                                                                       |
|  | Pterodactyloidea                                                                      |
|  |                                                                                       |

|  | "Pro-pterodactyloide di Painten" |
|  |                                  |
|  | Pterodactyloidea                 |
|  |                                  |

|  | Douzhanopterus zhangi                                                                 |
|  |                                                                                       |
|  | \| \| "Pro-pterodactyloide di Painten" \| \| \| \| \| \| Pterodactyloidea \| \| \| \| |
|  |                                                                                       |
|  | "Pro-pterodactyloide di Painten"                                                      |
|  |                                                                                       |
|  | Pterodactyloidea                                                                      |
|  |                                                                                       |

|  | "Pro-pterodactyloide di Painten" |
|  |                                  |
|  | Pterodactyloidea                 |
|  |                                  |

|  | Darwinopterus modularis       |
|  |                               |
|  | Darwinopterus robustodens     |
|  |                               |
|  | Darwinopterus linglongtaensis |
|  |                               |

|  | Douzhanopterus zhangi                                                                 |
|  |                                                                                       |
|  | \| \| "Pro-pterodactyloide di Painten" \| \| \| \| \| \| Pterodactyloidea \| \| \| \| |
|  |                                                                                       |
|  | "Pro-pterodactyloide di Painten"                                                      |
|  |                                                                                       |
|  | Pterodactyloidea                                                                      |
|  |                                                                                       |

|  | "Pro-pterodactyloide di Painten" |
|  |                                  |
|  | Pterodactyloidea                 |
|  |                                  |

|  | Douzhanopterus zhangi                                                                 |
|  |                                                                                       |
|  | \| \| "Pro-pterodactyloide di Painten" \| \| \| \| \| \| Pterodactyloidea \| \| \| \| |
|  |                                                                                       |
|  | "Pro-pterodactyloide di Painten"                                                      |
|  |                                                                                       |
|  | Pterodactyloidea                                                                      |
|  |                                                                                       |

|  | "Pro-pterodactyloide di Painten" |
|  |                                  |
|  | Pterodactyloidea                 |
|  |                                  |

|  | Darwinopterus modularis       |
|  |                               |
|  | Darwinopterus robustodens     |
|  |                               |
|  | Darwinopterus linglongtaensis |
|  |                               |

|  | Douzhanopterus zhangi                                                                 |
|  |                                                                                       |
|  | \| \| "Pro-pterodactyloide di Painten" \| \| \| \| \| \| Pterodactyloidea \| \| \| \| |
|  |                                                                                       |
|  | "Pro-pterodactyloide di Painten"                                                      |
|  |                                                                                       |
|  | Pterodactyloidea                                                                      |
|  |                                                                                       |

|  | "Pro-pterodactyloide di Painten" |
|  |                                  |
|  | Pterodactyloidea                 |
|  |                                  |

|  | Douzhanopterus zhangi                                                                 |
|  |                                                                                       |
|  | \| \| "Pro-pterodactyloide di Painten" \| \| \| \| \| \| Pterodactyloidea \| \| \| \| |
|  |                                                                                       |
|  | "Pro-pterodactyloide di Painten"                                                      |
|  |                                                                                       |
|  | Pterodactyloidea                                                                      |
|  |                                                                                       |

|  | "Pro-pterodactyloide di Painten" |
|  |                                  |
|  | Pterodactyloidea                 |
|  |                                  |

|  | Darwinopterus modularis       |
|  |                               |
|  | Darwinopterus robustodens     |
|  |                               |
|  | Darwinopterus linglongtaensis |
|  |                               |

|  | Douzhanopterus zhangi                                                                 |
|  |                                                                                       |
|  | \| \| "Pro-pterodactyloide di Painten" \| \| \| \| \| \| Pterodactyloidea \| \| \| \| |
|  |                                                                                       |
|  | "Pro-pterodactyloide di Painten"                                                      |
|  |                                                                                       |
|  | Pterodactyloidea                                                                      |
|  |                                                                                       |

|  | "Pro-pterodactyloide di Painten" |
|  |                                  |
|  | Pterodactyloidea                 |
|  |                                  |

|  | Douzhanopterus zhangi                                                                 |
|  |                                                                                       |
|  | \| \| "Pro-pterodactyloide di Painten" \| \| \| \| \| \| Pterodactyloidea \| \| \| \| |
|  |                                                                                       |
|  | "Pro-pterodactyloide di Painten"                                                      |
|  |                                                                                       |
|  | Pterodactyloidea                                                                      |
|  |                                                                                       |

|  | "Pro-pterodactyloide di Painten" |
|  |                                  |
|  | Pterodactyloidea                 |
|  |                                  |

Più derivato di Douzhanopterus vi è il "pro-pterodactyloide di Painten", un esemplare giovane senza nome risalente al Kimmeridgiano, rinvenuto in Germania. Questi due animali condividono un lungo quarto metacarpo, le falangi relativamente ridotte del quinto dito del piede e una coda corta ma ancora relativamente lunga con lunghe zigapofisi e chevron. Tuttavia, diverse caratteristiche indicano che Douzhanopterus sarebbe ancora più basale: lo pteroide è più grande rispetto all'ulna, la tibia è molto più lunga del femore, la coda è più lunga (22 vertebrati e più lunga del femore, contro le 17 vertebre del campione di Painten) in relazione all'omero, e zigapofisi e chevron sono leggermente più lunghi. Queste differenze non sono probabilmente correlate alla giovane età del campione di Painten, sulla base di studi su campioni di monofenestrati giovanile non pubblicati.

## Storia della scoperta
L'esemplare olotipico di Douzhanopterus, uno scheletro privo del cranio, è conservato su una lastra con contropiastra. La piastra e la contropiastra sono rispettivamente catalogate come STM 19-35A e STM 19-35B, e sono conservate presso lo Shandong Tianyu Museum of Nature a Shandong, in Cina. Questo esemplare è stato acquistato da un agricoltore locale, il quale sosteneva che fosse stato ritrovato a Toudaoyingzi, nella provincia di Jiangchang, nella Provincia di Liaoning. Tuttavia, la roccia che racchiude l'esemplare è caratteristica dei sedimenti trovati in un'altra località all'interno di Liaoning, Linglongta. Quest'ultimo appartiene alle unità ricche di fossili della Formazione Tiaojishan, che sono state datate a 160.89-160.25 milioni di anni fa, allo stadio Oxfordiano, del Giurassico superiore.
Nel 2017, la specie tipo, ed unica specie ascritta, Douzhanopterus zhengi è stata nominata e descritta da Wang Xiaoli, Jiang Shunxing, Zhang Junqiang, Cheng Xin, Yu Xuefeng, Li Yameng, Wei Guangjin e Wang Xiaolin. Il nome generico combina il nome Dòu-zhànshèng-fó (鬥 戰勝 佛, "Victorious Fighting Buddha"), che fu dato al leggendario Sun Wukong quando raggiunse lo status di Buddha, con il termine greco pteron ossia "ala". Il nome è un riferimento all'animale che occupa una posizione più derivata rispetto ai wukongopteridi. Il nome specifico, zhengi, si riferisce e onora il professor Zheng Xiaoting.